# Valladolid, Aguascalientes
Valladolid är en ort i Mexiko.   Den ligger i kommunen Jesús María och delstaten Aguascalientes, i den centrala delen av landet, 400 km nordväst om huvudstaden Mexico City. Valladolid ligger 1 876 meter över havet och antalet invånare är 1 411.
Terrängen runt Valladolid är platt österut, men västerut är den kuperad. Runt Valladolid är det tätbefolkat, med 459 invånare per kvadratkilometer. Närmaste större samhälle är Aguascalientes, 15,8 km söder om Valladolid. Trakten runt Valladolid består till största delen av jordbruksmark.